# アンドレスベジョ市

州内での位置

アンドレス・ベージョ（Municipio Andrés Bello）は、ベネズエラのミランダ州にある市である。もとはパエス郡のサン・ホセ・デ・リオチコ市といった。市庁所在地はサン・ホセ・デ・バルロベント。面積114km2、2001年調査による人口は2万0,119人。

## 地理
ミランダ州東部、バルロベント平野の中部に位置する。トゥイ川とサンホセ川にはさまれた細長い低地が市域で、山はない。サンホセデバルロベントは市の北東部に位置する。
- 川 - トゥイ川、サンホセ川

### 構成する区と中心となる町
2区。サン・ホセ・デ・バルロベント区が市の北東部、クンボ区が市の南西部である。
- サン・ホセ・デ・バルロベント区 - サン・ホセ・デ・バルロベント
- クンボ区 - クンボ

### 隣接する市
- ミランダ州 - アセベド市、パエス市、ブロス市